# Невидимка (фильм, 2000)
«Невидимка» (англ. Hollow Man, досл. Полый человек) — американский фильм ужасов режиссёра Пола Верховена, совмещающий элементы слэшера и научной фантастики. Фильм, рассказывающий об учёном, которому удаётся сделать себя невидимым, был навеян романом Герберта Уэллса «Человек-невидимка».
Фильм собрал хорошую кассу и полностью окупился в прокате. Тем не менее реакция на фильм была в основном негативной; кинокритики сочли фильм очень неудачным. Пол Верховен также признавал, что фильм ему явно не удался.
В 2006 году вышел фильм «Невидимка 2». За исключением пары словесных отсылок, он никак не связан с предыдущим фильмом и является самостоятельным произведением.

## Сюжет
После многолетних экспериментов учёному Себастьяну Кейну и его команде удаётся разработать формулу невидимости. Проблема возникает с возвратом из невидимого в обычное состояние. Учёный разрабатывает сыворотку, способную обратить эффект невидимости, и успешно испытывает её на подопытной горилле, вернув ей прежний облик. Кейн, не сообщая спонсорам проекта, решает испытать сыворотку на себе и проводит в состоянии невидимки 3 дня, после чего начинает процесс возврата. Однако, вернуть себе прежнее состояние у Себастьяна не получается: команда обнаруживает, что формула возврата не подходит для человеческой ДНК, и Себастьян остаётся в состоянии невидимости, при этом едва не погибнув.
Команда во главе с Линдой МакКей (в прошлом возлюбленной Кейна) безуспешно работает над формулой обратного превращения. Себастьяна тем временем переводят в отдельную палату, и впоследствии изготавливают для него резиновое лицо из жидкого каучука, а также передают одежду и резиновые перчатки. Душевное состояние невидимки стремительно ухудшается. Он не может нормально спать, поскольку его веки прозрачные, а также находиться взаперти под постоянным надзором. Не выдержав, Кейн негласно покидает лабораторию, чтобы провести время «на свежем воздухе». Себастьян окончательно теряет контроль над собой. Сняв всю одежду, резиновую маску и перчатки, он прокрадывается в квартиру соседки в доме напротив и насилует её.
После возвращения в лабораторию Себастьян думает, что подчинённые стали относиться к нему, как к подопытному животному. Вечером учёный портит систему видеонаблюдения, чтобы снова незаметно покинуть лабораторию. Посетив дом МакКей, он узнаёт о её связи с собственным коллегой — Мэттом Кенсингтоном — и вернувшись, сгорая от ревности и ярости, убивает подопытную собаку. Ближе к вечеру Линда и Мэтт направляются на встречу с доктором Кремером в его частном доме, чтобы сообщить о неприятных событиях в связи с экспериментом над Себастьяном. Кейн слышит их разговор и убивает доктора, утопив его в бассейне.
В ту же ночь он убивает всех своих коллег (кроме Линды и Мэтта), а потом создаёт бомбу из нитроглицерина, решив уничтожить лабораторию и скрыть свои преступления. Линда успевает настигнуть Себастьяна возле лифта и поджарить его из самодельного огнемёта. Но Себастьян подкрадывается к Линде и сбивает её с ног. К этому времени подходит Мэтт и спасает Линду от Кейна. В ходе драки Себастьян, промахнувшись, попадает гвоздодёром в электрический щиток и падает на пол. Удар током делает его частично видимым (видимыми стали кости, мышцы, глаза и кровеносные сосуды).
Догадавшись, что в лаборатории заложена бомба, Линда бежит вместе с Мэттом в центральную комнату лаборатории. Из-за нехватки времени они не могут отключить бомбу и поэтому выбираются через люк на крыше лифта в шахту. Происходит взрыв; лифтовую кабину взрывной волной выбрасывает вверх по шахте, которая едва не сносит выживших с лестницы. Вскоре лифт застревает в стенках шахты. Линда и Мэтт пробираются мимо кабины, из которой неожиданно выпрыгивает Себастьян и, хватая Линду за ноги, сбрасывает на крышу кабины. В конце концов Линда отсоединяет лифт от троса, тем самым сбросив Себастьяна на дно шахты. Себастьян погибает, а Линду и Мэтта забирает машина скорой помощи при выходе из задымлённой лаборатории.

## В ролях
| Актёр            | Роль                 |
| ---------------- | -------------------- |
| Элизабет Шу      | Линда МакКей         |
| Кевин Бейкон     | Себастьян Кейн       |
| Джош Бролин      | Мэттью Кенсингтон    |
| Ким Диккенс      | Сара Кеннеди         |
| Грег Гранберг    | Картер Эбби          |
| Джои Слотник     | Фрэнк Чейз           |
| Мэри Рэндл       | Дженис Уолтон        |
| Уильям Дивейн    | доктор Говард Крамер |
| Рона Митра       | соседка Себастьяна   |
| Джимми Ф. Скэггс | пьяница              |

## Критика
На Rotten Tomatoes рейтинг одобрения составляет 26 % на основе 118 обзоров со средней оценкой 4,3 из 10. Консенсус сайта гласит: «Несмотря на потрясающие спецэффекты, „Полый человек“ уступает другим фильмам, снятым Полом Верховеном. Этот фильм со временем вырождается в типичный фильм ужасов».
Роджер Эберт из Chicago Sun-Times дал фильму 2 звезды из 4 и пожаловался, что Верховен растратил потенциал, взяв человека-невидимку и ничего не делая, кроме как доведя его до бешенства. В конечном итоге чувствуя, что фильм — просто слэшер с научным трюком, Эберт похвалил спецэффекты, назвав их «интригующими» и «поразительными», но почувствовал, что фильму не хватает «воображения и остроумия» лучших фильмов Верховена.

## Награды и номинации
В 2001 году Пол Верховен получил приз зрительских симпатий на кинофестивале в Локарно. Фильм также получил премию «Сатурн» за лучшие спецэффекты.

### Номинации

#### Оскар
- 2001 — Лучшие визуальные эффекты

#### Сатурн
- 2001 — Лучшая музыка — Джерри Голдсмит
- 2001 — Лучший научно-фантастический фильм

#### MTV Movie Awards
- 2001 — Лучший злодей — Кэвин Бэйкон